# Scherma ai Giochi della XVI Olimpiade - Fioretto individuale femminile
La competizione del fioretto individuale femminile  di scherma ai Giochi della XVI Olimpiade si tenne il giorno 29 novembre 1956 al Royal Exhibition Building di Melbourne.

## Risultati

### 1º Turno
Tre gruppi, le prime quattro classificate accedevano alle semifinali.
| Pos. | Atleta                 | Nazione          | Vittorie | SF | SC | Incontri | Incontri | Incontri | Incontri | Incontri | Incontri | Incontri | Barrage |
| Pos. | Atleta                 | Nazione          | Vittorie | SF | SC | MIT      | YEF      | DÖM      | DEL      | CES      | GLE      | OBR      | Barrage |
| ---- | ---------------------- | ---------------- | -------- | -- | -- | -------- | -------- | -------- | -------- | -------- | -------- | -------- | ------- |
| 1    | Maxine Mitchell        | Stati Uniti      | 5        | 21 | 15 | X        | 1-4      | 4-1      | 4-2      | 4-2      | 4-3      | 4-3      |         |
| 2    | Ėmma Efimova           | Unione Sovietica | 4        | 21 | 10 | 4-1      | X        | 3-4      | 2-4      | 4-0      | 4-1      | 4-0      |         |
| 3    | Lídia Dömölky-Sákovics | Ungheria         | 4        | 19 | 14 | 1-4      | 4-3      | X        | 4-2      | 2-4      | 4-0      | 4-1      |         |
| 4    | Kate Bernheim          | Francia          | 3+1      | 17 | 14 | 2-4      | 4-2      | 2-4      | X        | 1-4      | 4-0      | 4-0      | 4-2     |
| 5    | Velleda Cesari         | Italia           | 3+0      | 17 | 17 | 2-4      | 0-4      | 4-2      | 4-1      | X        | 3-4      | 4-2      | 2-4     |
| 6    | Mary Glen Haig         | Gran Bretagna    | 2        | 12 | 21 | 3-4      | 1-4      | 0-4      | 0-4      | 4-3      | X        | 4-2      |         |
| 7    | Denise O'Brien         | Australia        | 0        | 8  | 24 | 3-4      | 0-4      | 1-4      | 0-4      | 2-4      | 2-4      | X        |         |

| Pos. | Atleta           | Nazione          | Vittorie | SF | SC | Incontri | Incontri | Incontri | Incontri | Incontri | Incontri | Incontri | Incontri |
| Pos. | Atleta           | Nazione          | Vittorie | SF | SC | YOR      | MÜL      | COL      | ROL      | ORB      | SHI      | VER      | JOS      |
| ---- | ---------------- | ---------------- | -------- | -- | -- | -------- | -------- | -------- | -------- | -------- | -------- | -------- | -------- |
| 1    | Janice Romary    | Stati Uniti      | 5        | 23 | 17 | X        | 1-4      | 4-3      | 4-1      | 2-4      | 4-2      | 4-2      | 4-1      |
| 2    | Ellen Preis      | Austria          | 5        | 26 | 19 | 4-1      | X        | 3-4      | 4-2      | 3-4      | 4-3      | 4-3      | 4-2      |
| 3    | Bruna Colombetti | Italia           | 4        | 25 | 19 | 3-4      | 4-3      | X        | 3-4      | 4-1      | 4-1      | 3-4      | 4-2      |
| 4    | Pilar Roldán     | Messico          | 4        | 22 | 23 | 1-4      | 2-4      | 4-3      | X        | 4-3      | 3-4      | 4-2      | 4-3      |
| 5    | Ecaterina Orb    | Romania          | 3        | 19 | 24 | 4-2      | 4-3      | 1-4      | 3-4      | X        | 0-4      | 3-4      | 4-3      |
| 6    | Nadežda Šitikova | Unione Sovietica | 3        | 20 | 22 | 2-4      | 3-4      | 1-4      | 4-3      | 4-0      | X        | 2-4      | 4-3      |
| 7    | Régine Veronnet  | Francia          | 3        | 22 | 24 | 2-4      | 3-4      | 4-3      | 2-4      | 4-3      | 4-2      | X        | 3-4      |
| 8    | Lois Joseph      | Australia        | 1        | 18 | 27 | 1-4      | 2-4      | 2-4      | 3-4      | 3-4      | 3-4      | 4-3      | X        |

| Pos. | Atleta               | Nazione          | Vittorie | SF | SC | Incontri | Incontri | Incontri | Incontri | Incontri | Incontri | Incontri | Incontri |
| Pos. | Atleta               | Nazione          | Vittorie | SF | SC | SHE      | ORB      | GAR      | LAC      | RAS      | GOO      | NYÁ      | HAR      |
| ---- | -------------------- | ---------------- | -------- | -- | -- | -------- | -------- | -------- | -------- | -------- | -------- | -------- | -------- |
| 1    | Gillian Sheen        | Gran Bretagna    | 6        | 27 | 10 | X        | 3-4      | 4-2      | 4-1      | 4-3      | 4-0      | 4-0      | 4-0      |
| 2    | Olga Orban           | Romania          | 5        | 21 | 17 | 4-3      | X        | 4-2      | 1-4      | 4-3      | 4-3      | ND       | 4-2      |
| 3    | Renée Garilhe        | Francia          | 5        | 24 | 19 | 2-4      | 2-4      | X        | 4-2      | 4-2      | 4-1      | 4-3      | 4-3      |
| 4    | Karen Lachmann       | Danimarca        | 4        | 21 | 20 | 1-4      | 4-1      | 2-4      | X        | 4-2      | 2-4      | 4-2      | 4-3      |
| 5    | Valentina Rastvorova | Unione Sovietica | 3        | 22 | 21 | 3-4      | 3-4      | 2-4      | 2-4      | X        | 4-1      | 4-3      | 4-1      |
| 6    | Judy Goodrich        | Stati Uniti      | 3        | 17 | 24 | 0-4      | 3-4      | 1-4      | 4-2      | 1-4      | X        | 4-3      | 4-3      |
| 7    | Magda Nyári-Kovács   | Ungheria         | 1        | 15 | 20 | 0-4      | ND       | 3-4      | 2-4      | 3-4      | 3-4      | X        | 4-0      |
| 8    | Joy Hardon           | Australia        | 0        | 12 | 28 | 0-4      | 2-4      | 3-4      | 3-4      | 1-4      | 3-4      | 0-4      | X        |

### Semifinali
Due gruppi, le prime quattro classificate accedevano al girone finale.
| Pos. | Atleta           | Nazione          | Vittorie | SF | SC | Incontri | Incontri | Incontri | Incontri | Incontri | Incontri |
| Pos. | Atleta           | Nazione          | Vittorie | SF | SC | COL      | LAC      | GAR      | MÜL      | YEF      | MIT      |
| ---- | ---------------- | ---------------- | -------- | -- | -- | -------- | -------- | -------- | -------- | -------- | -------- |
| 1    | Bruna Colombetti | Italia           | 4        | 16 | 2  | X        | ND       | 4-1      | 4-0      | 4-1      | 4-0      |
| 2    | Karen Lachmann   | Danimarca        | 4        | 16 | 6  | ND       | X        | 4-2      | 4-2      | 4-1      | 4-1      |
| 3    | Renée Garilhe    | Francia          | 3        | 15 | 14 | 1-4      | 2-4      | X        | 4-3      | 4-3      | 4-0      |
| 4    | Ellen Preis      | Austria          | 2        | 13 | 12 | 0-4      | 2-4      | 3-4      | X        | 4-0      | 4-0      |
| 5    | Ėmma Efimova     | Unione Sovietica | 1        | 9  | 16 | 1-4      | 1-4      | 3-4      | 0-4      | X        | 4-0      |
| 6    | Maxine Mitchell  | Stati Uniti      | 0        | 1  | 20 | 0-4      | 1-4      | 0-4      | 0-4      | 0-4      | X        |

| Pos. | Atleta                 | Nazione       | Vittorie | SF | SC | Incontri | Incontri | Incontri | Incontri | Incontri | Incontri | Barrage |
| Pos. | Atleta                 | Nazione       | Vittorie | SF | SC | DEL      | YOR      | ORB      | SHE      | DÖM      | ROL      | Barrage |
| ---- | ---------------------- | ------------- | -------- | -- | -- | -------- | -------- | -------- | -------- | -------- | -------- | ------- |
| 1    | Kate Bernheim          | Francia       | 4        | 18 | 11 | X        | 2-4      | 4-3      | 4-1      | 4-2      | 4-1      |         |
| 2    | Janice Romary          | Stati Uniti   | 3        | 15 | 13 | 4-2      | X        | 3-4      | 0-4      | 4-2      | 4-1      |         |
| 3    | Olga Orban             | Romania       | 3        | 15 | 14 | 3-4      | 4-3      | X        | 4-2      | 0-4      | 4-1      |         |
| 4    | Gillian Sheen          | Gran Bretagna | 2+1      | 13 | 13 | 1-4      | 4-0      | 2-4      | X        | 2-4      | 4-1      | 4-2     |
| 5    | Lídia Dömölky-Sákovics | Ungheria      | 2+0      | 15 | 14 | 2-4      | 2-4      | 4-0      | 4-2      | X        | 3-4      | 2-4     |
| 6    | Pilar Roldán           | Messico       | 1        | 8  | 19 | 1-4      | 1-4      | 1-4      | 1-4      | 4-3      | X        |         |

### Girone finale
| Pos.    | Atleta           | Nazione       | Vittorie | SF | SC | Incontri | Incontri | Incontri | Incontri | Incontri | Incontri | Incontri | Incontri | Barrage |
| Pos.    | Atleta           | Nazione       | Vittorie | SF | SC | SHE      | ORB      | GAR      | YOR      | DEL      | LAC      | MÜL      | COL      | Barrage |
| ------- | ---------------- | ------------- | -------- | -- | -- | -------- | -------- | -------- | -------- | -------- | -------- | -------- | -------- | ------- |
| Oro     | Gillian Sheen    | Gran Bretagna | 6+1      | 26 | 20 | X        | 2-4      | 4-3      | 4-2      | 4-3      | 4-3      | 4-3      | 4-2      | 4-2     |
| Argento | Olga Orban       | Romania       | 6+0      | 27 | 17 | 4-2      | X        | 3-4      | 4-3      | 4-3      | 4-2      | 4-3      | 4-0      | 2-4     |
| Bronzo  | Renée Garilhe    | Francia       | 5        | 26 | 14 | 3-4      | 4-3      | X        | 4-0      | 3-4      | 4-0      | 4-1      | 4-2      |         |
| 4       | Janice Romary    | Stati Uniti   | 4        | 21 | 23 | 2-4      | 3-4      | 0-4      | X        | 4-2      | 4-3      | 4-3      | 4-3      |         |
| 5       | Kate Bernheim    | Francia       | 3        | 20 | 25 | 3-4      | 3-4      | 4-3      | 2-4      | X        | 0-4      | 4-3      | 4-3      |         |
| 6       | Karen Lachmann   | Danimarca     | 2        | 17 | 20 | 3-4      | 2-4      | 0-4      | 3-4      | 4-0      | X        | 1-4      | 4-0      |         |
| 7       | Ellen Preis      | Austria       | 1        | 20 | 25 | 3-4      | 3-4      | 1-4      | 3-4      | 3-4      | 4-1      | X        | 3-4      |         |
| 8       | Bruna Colombetti | Italia        | 1        | 14 | 27 | 2-4      | 0-4      | 2-4      | 3-4      | 3-4      | 0-4      | 4-3      | X        |         |